# Schizaeales
Ver Pteridophyta para una introducción a las plantas vasculares sin semilla
Las esquizeales (Schizaeales) son un orden de helechos que en la moderna clasificación de Christenhusz et al. 2011 comprende a las familias Schizaeaceae, Lygodiaceae y Anemiaceae. Este grupo es monofilético.

## Taxonomía
Introducción teórica en Taxonomía
La clasificación más actualizada es la de Christenhusz et al. 2011 (basada en Smith et al. 2006, 2008); que también provee una secuencia lineal de las licofitas y monilofitas.
Orden K. Schizaeales Schimp., Traité Paléonnt. Vég. 1674 (1869).
3 familias. Referencias: Dettmann & Clifford (1992), Skog  et al. (2002), Wikström et al. (2002).
- Familia 13. Lygodiaceae M.Roem., Handb. Allg. Bot. 3: 520 (1840).

1 género (Lygodium). Referencia: Madeira et al. (2008).
- Familia 14. Schizaeaceae Kaulf., Wesen Farrenkr.: [119] (1827).

2 géneros (Actinostachys, Schizaea). Referencia: Wikström et al. (2002).
- Familia 15. Anemiaceae Link,  Fil. Spec.: 23 (1841).

1 género (Anemia).
Nota: Mohria está incluido en Anemia (Wikström  et al. 2002).

### ClasificaciónsensuSmithet al.2006
Ubicación taxonómica:
Plantae (clado), Viridiplantae, Streptophyta, Streptophytina, Embryophyta, Tracheophyta, Euphyllophyta, Monilophyta, Clase Polypodiopsida, Orden Schizaeales.
3 familias: 
- Lygodiaceae (1 género)
- Anemiaceae (1 género)
- Schizaeaceae (2 géneros)

## Filogenia
Introducción teórica en Filogenia
Monofilético (Hasebe et al. 1995, Pryer et al. 2001a y 2004b, Skog et al. 2002, Wikström et al. 2002). 

## Evolución
El registro fósil empieza en el Jurásico (Collinson 1996).

## Caracteres
Con las características de Pteridophyta.
Las schizáceas y afines poseen una diferenciación entre láminas estériles y láminas fértiles (en algunas familias más conspicua que en otras). 
Es difícil definir los soros, los esporangios no se agrupan en soros bien definidos.
Los esporangios poseen un anillo transversal, subapical, sin interrupciones.